# حمار زرد عديم العرف

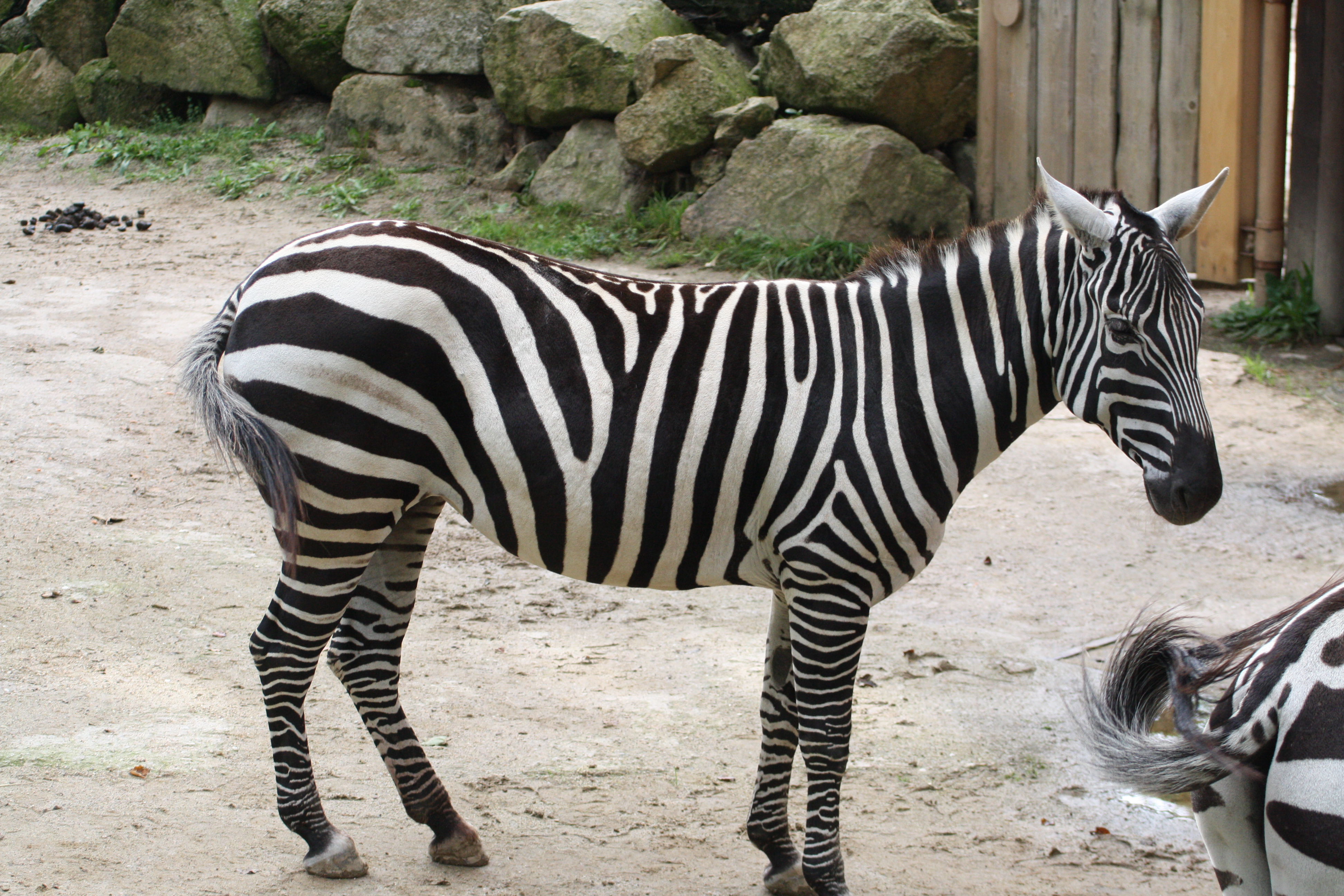
أحد حمر الزرد عديمة العرف.

حمار زرد عديم العرف، هو نويع من الثدييات من فصلية الخيليات، ينتشر في أقصى الشمال الشرقي من أفريقيا. أول من وصفه هو العالم السويدي إينار لونبرغ في سنة 1921، ثم وصفه توني هينلي في عام 1954.

## الانتشار
ينتشر الحمار في الأجزاء الشمالية من شرق أفريقيا من شمال غرب كينيا إلى أوغندا، توجد مجموعات منه في شرق جنوب السودان على سبيل المثال في حديقة بوما الوطنية.